# Metynnis maculatus
O Metynnis maculatus (nomes comuns: pacu peva ou pacu-prata) é uma espécie de peixe que habita as bacias dos rios Amazonas, São Francisco e Paraguai e Rio Grande (neste ultimo a espécie foi introduzida). Tais animais chegam a medir até 18 cm de comprimento, possuindo o corpo com manchas discóides castanhas, flancos cinzentos e uma mancha alaranjada acima do opérculo.